# Anisonyx phillipsi
Anisonyx phillipsi är en skalbaggsart som beskrevs av Schein 1959. Anisonyx phillipsi ingår i släktet Anisonyx och familjen Melolonthidae. Inga underarter finns listade i Catalogue of Life.